# Бечке, Елена Юрьевна
Бечке Елена Юрьевна (род. 7 января 1966, Ленинград) — советская и российская фигуристка выступавшая в парном катании с Денисом Петровым и ставшая с ним серебряным призёром Олимпиады в Альбервиле в 1992 году (под флагом Объединённой команды). Заслуженный мастер спорта СССР (1992).
Бечке выступала в паре с Валерием Корниенко с 1984 по 1987 год. Наивысшим их достижением был чемпионат Европы 1986 года на которым они стали третьими.
В 1987 году Елена Бечке встала в пару с Денисом Петровым и они начали тренироваться у легендарной Тамары Николаевны Москвиной. Первым крупным успехом стало золото на турнире «Trophée Lalique». Затем они выиграли бронзу на чемпионате мира в 1989 году, серебро на чемпионатах Европы 1991 и 1992 годов и серебро на Олимпиаде 1992 года. Пара выиграла последний чемпионат СССР (1991).
После Олимпиады они оставили любительский спорт и перешли в профессионалы. Пара четыре раза становилась второй на чемпионате мира среди профессионалов и только в 1996 году наконец его выиграла. Кроме того, Бечке и Петров много гастролировали с туром «Stars on Ice» по США (с 1994 по 2000 год.)
Бечке и Петров состояли в браке с 1990 года по 1995. После развода они продолжали выступать как пара, а также вместе тренировали фигуристов в Виргинии.
После сезона 1999—2000 Елена окончательно ушла из спорта, вышла второй раз замуж, в 2002 году родила сына. По состоянию на 2005 год работала тренером в Северной Каролине.

## Спортивные достижения
(С Денисом Петровым)
| Соревнования                         | 1988 | 1989 | 1990 | 1991 | 1992 | 1993 | 1994 | 1995 | 1996 | 1997 | 1998 | 1999 |
| ------------------------------------ | ---- | ---- | ---- | ---- | ---- | ---- | ---- | ---- | ---- | ---- | ---- | ---- |
| Зимние Олимпийские игры              |      |      |      |      | 2    |      |      |      |      |      |      |      |
| Чемпионат мира                       |      | 3    |      | 4    | 4    |      |      |      |      |      |      |      |
| Чемпионаты Европы                    |      |      |      | 2    | 2    |      |      |      |      |      |      |      |
| Чемпионаты СССР                      |      |      | 4    |      | 1    |      |      |      |      |      |      |      |
| Trophée Lalique                      | 1    |      | 1    | 3    |      |      |      |      |      |      |      |      |
| NHK Trophy                           | 2    |      | 1    |      |      |      |      |      |      |      |      |      |
| Игры доброй воли                     |      |      | 3    |      |      |      |      |      |      |      |      |      |
| Чемпионаты мира среди профессионалов |      |      |      |      | 2    | 2    | 2    | 2    | 1    |      |      | 2    |

(С Валерием Корниенко)
| Соревнования                     | 1984 | 1985 | 1986 | 1987 |
| -------------------------------- | ---- | ---- | ---- | ---- |
| Чемпионаты Европы                |      |      | 3    |      |
| Skate America                    |      | 2    |      |      |
| Skate Canada                     | 1    |      |      |      |
| Зимние Универсиады               |      |      |      | 2    |
| Prague Skate                     |      |      | 2    |      |
| Приз газеты «Московский новости» |      | 3    | 2    |      |